# Antonio De Zolt
Antonio De Zolt (Conegliano, 8 agosto 1847 – Milano, 5 febbraio 1926) è stato un matematico italiano.

## Biografia
Laureato all'Università degli Studi di Torino nel 1872, divenne docente a Milano al Regio Liceo Ginnasio Giuseppe Parini. Si dedicò alle leggi della geometria. Morì nel 1926 a causa di una broncopolmonite e venne tumulato in un colombaro al Cimitero Monumentale di Milano.
Nel 1895 era stato uno dei fondatori (con Aurelio Lugli e Rodolfo Bettazzi) della Mathesis. 

## Postulato di De Zolt
Nel 1881 De Zolt enunciava un postulato:
L'assioma è intuitivamente valido per quantità finite, ma se si passa al confronto di quantità infinite, l'assioma non è più vero. Consideriamo, ad esempio, tutti i numeri naturali, ad ognuno di essi si può far corrispondere il suo doppio, quindi ad ogni numero naturale corrisponde un numero pari. Quindi possiamo dedurre che i numeri pari sono tanti quanti i numeri naturali. Questo risultato risulta contrario a quanto afferma De Zolt.
Il paradosso viene esposto, in una seconda forma, da Galileo Galilei: 
Ciò viene affermato valido in assoluto anche da Aristotele.
Mettere in corrispondenza gli elementi di un insieme con quelli di una sua parte è caratteristica degli insiemi di infiniti elementi. Nel caso infinito, gli elementi di un insieme possono ben essere tanti quanti quelli di una sua parte.